# Balázs Simon
Balász Simon (Kaposvár, 19 febbraio 1980) è un dirigente sportivo ed ex cestista ungherese.

## Palmarès
- Campionato ungherese: 3

Kaposvár: 2000-2001, 2003-2004
Szolnoki Olaj: 2013-2014
- Coppa d'Ungheria: 2

Kaposvár: 2004
Szolnoki Olaj: 2014
- Lega CEBL: 1

Alba Fehérvár: 2008-2009